# Mike McHugh
Michael „Mike“ McHugh (* 16. August 1965 in Bowdoin, Maine) ist ein ehemaliger US-amerikanischer Eishockeyspieler, der im Verlauf seiner aktiven Karriere zwischen 1984 und 1998 unter anderem 818 Spiele in der American Hockey League (AHL) und International Hockey League (IHL) auf der Position des linken Flügelstürmers bestritten hat. Zudem absolvierte McHugh, der im NHL Supplemental Draft 1988 an der ersten Gesamtstelle ausgewählt worden war, weitere 20 Partien für die Minnesota North Stars und San Jose Sharks in der National Hockey League (NHL).

## Karriere
McHugh spielte zunächst vier Jahre von 1984 bis 1988 an der University of Maine in der Hockey East der National Collegiate Athletic Association. In seinem letzten Jahr dort wurde der linke Flügelstürmer zum besten Spieler des Jahres und ins First All-Star Team gewählt. Als Folge wurde er im NHL Supplemental Draft 1988 an der ersten Position von den Minnesota North Stars ausgewählt.
Zum Beginn der Saison 1988/89 unterzeichnete McHugh einen Vertrag in Minnesota. In den folgenden drei Jahren wurde er jedoch hauptsächlich bei den Kalamazoo Wings, dem Farmteam der North Stars aus der International Hockey League eingesetzt, und lief in lediglich zwölf Spielen in der NHL auf. Im Rahmen des NHL Dispersal Draft 1991 wurde der US-Amerikaner von den neu gegründeten San Jose Sharks ausgewählt. Dort stand McHugh acht Mal im Kader des NHL-Teams und erzielte dort mit einem Tor seinen einzigen NHL-Punkt, ehe er noch im Oktober 1991 für Paul Fenton zu den Hartford Whalers transferiert wurde. Diese setzten ihn wiederum ausschließlich in ihrem Farmteam, den Springfield Indians aus der American Hockey League ein. Zur Saison 1993/94 wechselte McHugh innerhalb der AHL zu den Hershey Bears, mit denen er am Ende der Saison 1996/97 den Calder Cup, die Meisterschaft der AHL, gewinnen konnte. Zudem wurde er mit der Jack A. Butterfield Trophy geehrt, die den Most Valuable Player der Playoffs auszeichnet. Nach der Spielzeit 1997/98 beendete er seine Karriere.

## Erfolge und Auszeichnungen
| - 1988 Hockey East Player of the Year - 1988 Hockey East First All-Star Team - 1997 Teilnahme am AHL All-Star Classic | - 1997 Jack A. Butterfield Trophy - 1997 Calder-Cup-Gewinn mit den Hershey Bears - 1998 Teilnahme am AHL All-Star Classic |

## Karrierestatistik
(Legende zur Spielerstatistik: Sp oder GP = absolvierte Spiele; T oder G = erzielte Tore; V oder A = erzielte Assists; Pkt oder Pts = erzielte Scorerpunkte; SM oder PIM = erhaltene Strafminuten; +/− = Plus/Minus-Bilanz; PP = erzielte Überzahltore; SH = erzielte Unterzahltore; GW = erzielte Siegtore; 1 Play-downs/Relegation; Kursiv: Statistik nicht vollständig)